# نووه سیروویتسه
نووه سیروویتسه (به چکی: Nové Syrovice) یک منطقهٔ مسکونی در جمهوری چک است که در منطقه تربیچ واقع شده‌است.
 نووه سیروویتسه ۲۱٫۶۲ کیلومتر مربع مساحت و ۱٬۰۰۳ نفر جمعیت دارد و ۴۳۸ متر بالاتر از سطح دریا واقع شده‌است.